# Lucas Pérez
Lucas Pérez Martínez (sinh ngày 10 tháng 9 năm 1988) là một cầu thủ bóng đá người Tây Ban Nha hiện đang chơi ở vị trí tiền đạo cho câu lạc bộ Alavés.

## Sự nghiệp

### Thời gian đầu
Lucas được sinh ra tại A Coruña, Galicia và là thành viên của 3 đội bóng địa phương, sau đó anh chuyển đến thành phố Madrid và thi đấu 2 mùa tại giải Tercera Division cho đội bóng Atlético Madrid C. Mùa hè năm 2009, anh đã ký hợp đồng với câu lạc bộ Rayo Vallecano.

### Karpaty Lviv
Ngày 17 tháng 1 năm 2011, Lucas chuyển tới thi đấu tại câu lạc bộ FC Karpaty Lviv thuộc giải Ukraine Premier League dưới dạng chuyển nhượng tự do. Anh ghi bàn thắng đầu tiên cho câu lạc bộ vào ngày 17 Tháng 7 trong trận đấu với câu lạc bộ FC Chornomorets Odesa (1-1).

### Dynamo Kyiv
Tháng 1 năm 2013, Lucas gia nhập câu lạc bộ FC Dynamo Kyiv dưới dạng cho mượn. Tại đây Lucas chưa thi đấu bất kì một trận đấu nào cho đội bóng.

### PAOK
Ngày 5 tháng 7 năm 2013, Lucas ký hợp đồng ba năm với mức phí chuyển nhượng €700.000 với đội bóng PAOK FC thuộc giải đấu Superleague Greece. Anh ghi bàn thắng đầu tiên cho câu lạc bộ vào ngày 17 Tháng 8, góp công lớn vào chiến thắng 3-0 với câu lạc bộ Skoda Xanthi FC. Ngày 24 tháng 11, anh gỡ hòa trong trận thắng 3-1 trong trận Derby bắc Hy Lạp trước đối thủ FC Aris.

### Deportivo
Ngày 18 tháng 7 năm 2014, Lucas trở lại Tây Ban Nha, thi đấu cho câu lạc bộ Deportivo de La Coruña dưới dạng cho mượn kèm điều khoản mua đứt.
Ngày 12 tháng 8 năm 2015, Lucas ký hợp đồng 4 năm với câu lạc bộ Deportivo de La Coruña. Tính tới ngày 12 tháng 12, anh đã ghi tới 11 bàn thắng chỉ trong 15 trận cho câu lạc bộ ở mùa giải 2015-16, giúp đội bóng cầm hòa 2-2 tại trước câu lạc bộ FC Barcelona.

## Thống kê câu lạc bộ
| Câu lạc bộ          | Mùa giải            | Giải đấu | Giải đấu | Cup    | Cup     | Continental | Continental | Tổng cộng | Tổng cộng |
| Câu lạc bộ          | Mùa giải            | Ra sân   | Ghi bàn  | Ra sân | Ghi bàn | Ra sân      | Ghi bàn     | Ra sân    | Ghi bàn   |
| ------------------- | ------------------- | -------- | -------- | ------ | ------- | ----------- | ----------- | --------- | --------- |
| Rayo Vallecano      | 2009–10             | 2        | 0        | 0      | 0       | —           | —           | 2         | 0         |
| Rayo Vallecano      | 2010–11             | 5        | 1        | 0      | 0       | —           | —           | 5         | 1         |
| Tổng cộng           | Tổng cộng           | 7        | 1        | 0      | 0       | —           | —           | 7         | 1         |
| Karpaty Lviv        | 2010–11             | 8        | 0        | 0      | 0       | —           | —           | 8         | 0         |
| Karpaty Lviv        | 2011–12             | 26       | 6        | 4      | 0       | 4           | 1           | 34        | 7         |
| Karpaty Lviv        | 2012–13             | 17       | 8        | 1      | 0       | —           | —           | 18        | 8         |
| Tổng cộng           | Tổng cộng           | 51       | 14       | 5      | 0       | 4           | 1           | 60        | 15        |
| Dynamo Kyiv         | 2012–13             | 0        | 0        | 0      | 0       | 0           | 0           | 0         | 0         |
| Tổng cộng           | Tổng cộng           | 0        | 0        | 0      | 0       | 0           | 0           | 0         | 0         |
| PAOK                | 2013–14             | 32       | 9        | 6      | 0       | 12          | 1           | 50        | 10        |
| PAOK                | 2015–16             | 0        | 0        | 0      | 0       | 2           | 2           | 2         | 2         |
| Tổng cộng           | Tổng cộng           | 32       | 9        | 6      | 0       | 14          | 3           | 52        | 12        |
| Deportivo           | 2014–15             | 21       | 6        | 0      | 0       | —           | —           | 21        | 6         |
| Deportivo           | 2015–16             | 36       | 17       | 1      | 0       | —           | —           | 37        | 17        |
| Deportivo           | 2016–17             | 1        | 1        | 0      | 0       | —           | —           | 1         | 1         |
| Tổng cộng           | Tổng cộng           | 58       | 24       | 1      | 0       | —           | —           | 59        | 24        |
| Tổng cộng sự nghiệp | Tổng cộng sự nghiệp | 148      | 48       | 12     | 0       | 18          | 4           | 178       | 52        |

## Danh hiệu
PAOK
- Cúp bóng đá Hy Lạp: Á quân 2013-14

## Liên kết
- Lucas Pérez tại BDFutbol
- Resultados Fútbol Lưu trữ ngày 2 tháng 1 năm 2011 tại Wayback Machine (tiếng Tây Ban Nha)